# Lobocleta rufescens
Lobocleta rufescens là một loài bướm đêm trong họ Geometridae.